# Baloncesto Fuenlabrada 1999-2000
Questa voce raccoglie le informazioni riguardanti il Baloncesto Fuenlabrada nelle competizioni ufficiali della stagione 1999-2000.

## Stagione
La stagione 1999-2000 del Baloncesto Fuenlabrada è la 3ª nel massimo campionato spagnolo di pallacanestro, la Liga ACB.
All'inizio della nuova stagione la Federazione decise di modificare il regolamento riguardo al numero di giocatori extracomunitari consentiti per ogni squadra che così passò a solo due.

## Roster
Aggiornato al 28 gennaio 2025.
| Jabones Pardo Fuenlabrada 1999-00 | Jabones Pardo Fuenlabrada 1999-00 |
| Giocatori                         | Staff tecnico                     |
| --------------------------------- | --------------------------------- |

| N. | Naz.                                        | Ruolo | Nome                 | Anno | Alt.   | Peso   |  |
| -- | ------------------------------------------- | ----- | -------------------- | ---- | ------ | ------ |  |
| 4  | Argentina (bandiera) · Italia (bandiera)    | P     | Pablo Prigioni       | 1977 | 188 cm | 85 kg  |  |
| 5  | Spagna (bandiera)                           | AP    | Carlos Cazorla       | 1977 | 197 cm | 95 kg  |  |
| 6  | Croazia (bandiera)                          | G     | Velimir Perasović    | 1965 | 196 cm | 82 kg  |  |
| 7  | Spagna (bandiera)                           | A     | José Quintana        | 1975 | 199 cm |        |  |
| 8  | Spagna (bandiera)                           | AC    | Salvador Guardia     | 1974 | 206 cm | 118 kg |  |
| 9  | Stati Uniti (bandiera)                      | C     | Chuck Kornegay       | 1974 | 205 cm | 114 kg |  |
| 10 | Spagna (bandiera)                           | P     | Ferran López         | 1971 | 188 cm | 88 kg  |  |
| 11 | Portogallo (bandiera)                       | AG    | Nuno Marçal          | 1975 | 205 cm |        |  |
| 11 | Brasile (bandiera) · Italia (bandiera)      | AG    | Guilherme Giovannoni | 1980 | 202 cm | 103 kg |  |
| 12 | Spagna (bandiera)                           | C     | Antonio Bueno        | 1980 | 208 cm | 108 kg |  |
| 13 | Stati Uniti (bandiera) · Irlanda (bandiera) | AC    | Marty Conlon         | 1968 | 210 cm | 102 kg |  |
| 14 | Spagna (bandiera)                           | C     | Oriol Junyent        | 1976 | 208 cm | 112 kg |  |
| 15 | Spagna (bandiera)                           | G     | Gaby Ruiz            | 1973 | 196 cm |        |  |

| Allenatore                                                            |
| - Óscar Quintana                                                      |
| Assistente/i                                                          |
| - Alfredo García Legenda - (C) Capitano - (IN) Inattivo - Infortunato |

## Mercato

### Sessione estiva
| Acquisti | Acquisti       | Acquisti         | Acquisti   | Acquisti |
| R.a      | Nome           | da               | Modalità   |          |
| -------- | -------------- | ---------------- | ---------- | -------- |
| P        | Pablo Prigioni | Obras Sanitarias | definitivo |          |
| G        | Gaby Ruiz      | Málaga           | definitivo |          |
| AG       | Nuno Marçal    | Porto            | definitivo |          |
| C        | Antonio Bueno  | Real Madrid      | prestito   |          |
| C        | Oriol Junyent  | Barcellona       | definitivo |          |
| C        | Chuck Kornegay | Siviglia         | prestito   |          |

| Cessioni | Cessioni        | Cessioni             | Cessioni       | Cessioni |
| R.       | Nome            | a                    | Modalità       |          |
| -------- | --------------- | -------------------- | -------------- | -------- |
| P        | David Brabender | Gran Canaria         | fine contratto |          |
| AP       | Paco Martín     | Valladolid           | fine contratto |          |
| AC       | Ime Oduok       | Tanduay Rhum Masters | fine contratto |          |
| C        | Javier González | Murcia               | fine contratto |          |
| C        | Nate Huffman    | Maccabi Tel Aviv     | fine contratto |          |

### Dopo l'inizio della stagione
| Acquisti | Acquisti             | Acquisti   | Acquisti     | Acquisti   |
| R.       | Nome                 | da         | Data         | Modalità   |
| -------- | -------------------- | ---------- | ------------ | ---------- |
| AG       | Guilherme Giovannoni | Pinheiros  | gennaio 2000 | definitivo |
| AC       | Marty Conlon         | Free agent | marzo 2000   | definitivo |

| Cessioni | Cessioni      | Cessioni   | Cessioni      | Cessioni    |
| R.       | Nome          | a          | Data          | Modalità    |
| -------- | ------------- | ---------- | ------------- | ----------- |
| AG       | Nuno Marçal   | Free agent | dicembre 1999 | rescissione |
| C        | Oriol Junyent | Granada    | marzo 2000    | rescissione |